# Eperythrozoon parvum
Eperythrozoon parvum è una specie di batterio appartenente alla famiglia delle Mycoplasmataceae.